# Peter Rosegger
Peter Rosegger (originalment Roßegger) (31 de juliol de 1843 – 26 de juny de 1918) va ser un escriptor i poeta austríac nascut a Krieglach en la província d'Estíria. Va créixer a la zona muntanyenca d'Alpl. Rosegger (o Rossegger) va esdevenir un poeta prolífic.
En els seus darrers anys va ser honorat per diverses universitats austríaques i per la ciutat de Graz (la capital d'Estíria). Va ser nominat, tres vegades, per al Premi Nobel de Literatura.

## Biografia

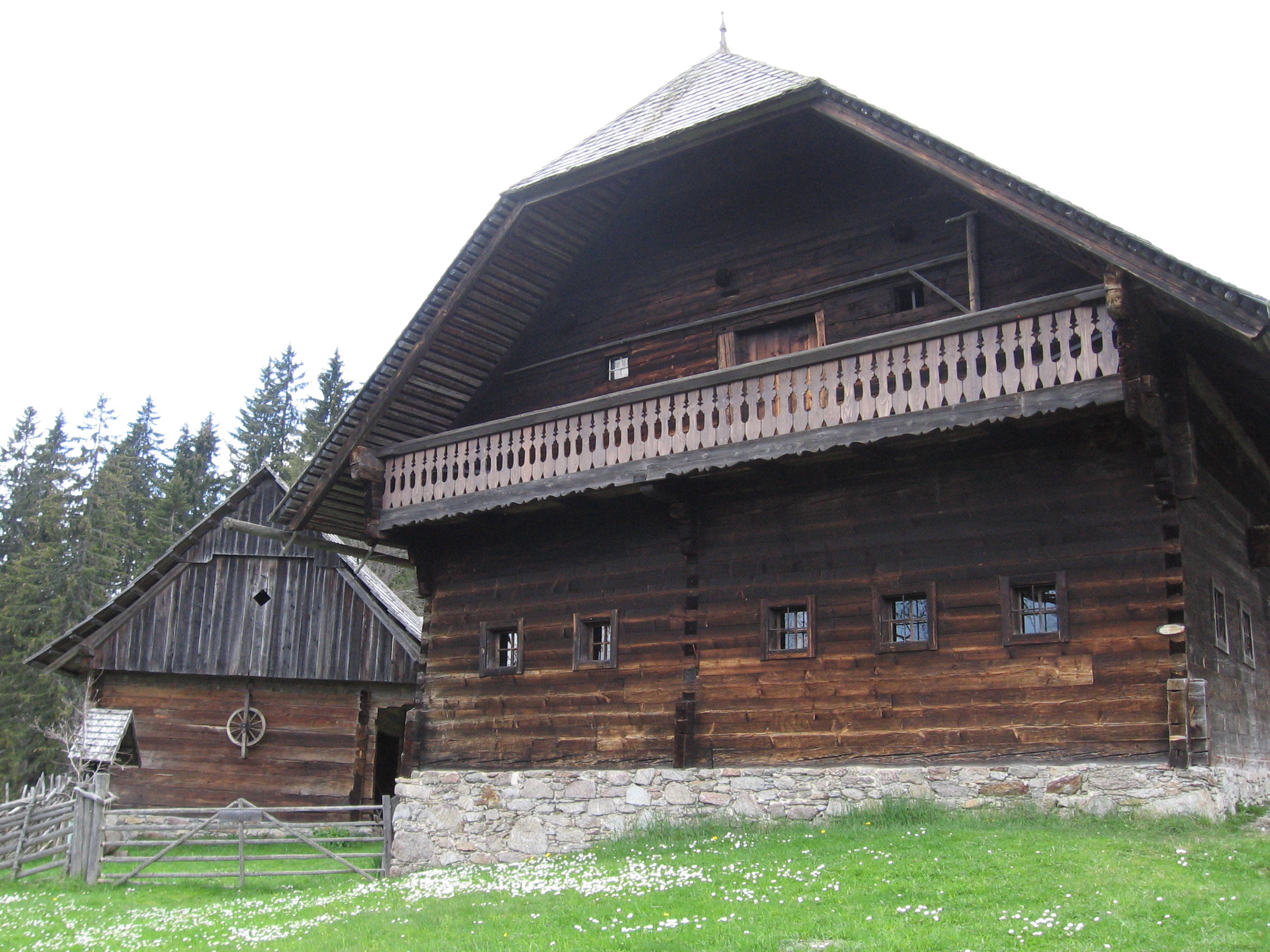
Lloc de naixement de Rosegger (2008)

Rosegger naqué com el primer dels set fills d'una família camperola que vivien en una modesta casa en el poble de Alpl, en les muntanyes de Krieglach, Estíria.Va rebre una educació fragmentària però la seva obra literària va superar aquesta deficiència i aquest autor, encara actualment és un símbol per a la població d'Estíria.

## Obres seleccionades
- Zither und Hackbrett (poemes en dialecte estirià, 1870)
- Volksleben in Steiermark 1875
- Die Schriften des Waldschulmeisters 1875
- Waldheimat, 1877
- Der Gottsucher, 1883
- Heidepeters Gabriel, 1886
- Jakob der Letzte, 1888
- Als ich noch jung war, 1895
- Das ewige Licht, 1896
- Erdsegen, 1900
- Als ich noch der Waldbauernbub war, 1902

- Eindringen des Kapitalismus in ein Bauerndorf, Martin der Mann, 1889
- Hoch vom Dachstein, 1891
- Weltgift, 1903
- INRI, 1905
- Collected Works, 1913–16
- Cartes a F. v. Hausegger, 1924
- Cartes a A. Silberstein, 1929